# Asunes ezeri
Asunes ezeri este o arie protejată (arie specială de conservare — SAC, sit de importanță comunitară — SCI, arie de protecție specială avifaunistică — SPA) din Letonia întinsă pe o suprafață de 70,06 ha, integral pe uscat.

## Localizare
Centrul sitului Asunes ezeri este situat la coordonatele 56°01′11″N 27°37′11″E / 56.0197°N 27.6197°E.

## Înființare
Situl Asunes ezeri a fost declarat arie de protecție specială avifaunistică în mai 2004 pentru a proteja 7 specii de animale. Alte tipuri de protecție:
- sit de importanță comunitară (în mai 2004)
- arie specială de conservare (în mai 2004)[1][3][4]

## Biodiversitate
Situată în ecoregiunea boreală, aria protejată conține 2 habitate naturale: Lacuri eutrofice naturale cu vegetație de tip Magnopotamion sau Hydrocharition, Cursuri de apă de la nivel de câmpie la nivel montan, cu vegetație Ranunculion fluitantis și Callitricho-Batrachion.
La baza desemnării sitului se află mai multe specii protejate:
- păsări (6): buhai de baltă (Botaurus stellaris), chirighiță neagră (Chlidonias niger), erete de stuf (Circus aeruginosus), sfrâncioc roșiatic (Lanius collurio), vultur pescar (Pandion haliaetus), cresteț cenușiu (Porzana parva)
- mamifere (1): liliac de iaz (Myotis dasycneme)

Pe lângă speciile protejate, pe teritoriul sitului au mai fost identificate 1 specie de păsări, 8 specii de nevertebrate.